# Karen Johnsen
Karen Emilie Johnsen (* 9. September 1899 in Kopenhagen; † 17. November 1980 in Virum) war eine dänische Rechtsanwältin und Richterin. 1938 wurde sie nach Ragnhild Fabricius Gjellerup als zweite Frau in der Geschichte Dänemarks zur Richterin ernannt. Sie arbeitete daraufhin mehrere Jahre am Stadtgericht Kopenhagen (Byret). Von 1949 bis 1966 war sie Richterin am Østre Landsret, dem Landesgericht des östlichen Dänemark. Ihr Spezialgebiet war Familienrecht. So setzte sie sich etwa für die Gleichstellung von ehelich und unehelich geborenen Kinder ein.

## Biographie
Karen Emilie Johnson war die Tochter des Rechtsanwalts Georg Johnson (1871 – 1935) und Emilie Vilhelmine Marie Grønqvist (1871 – 1937). 1918 begann sie ein Jus-Studium an der Universität Kopenhagen, das sie 1924 erfolgreich abschloss. Damit war sie eine von nur etwa 50 weiblichen Juristinnen, die in den Jahren 1905 – 1925 dort ausgebildet wurden. 1927 erhielt sie für ihre Dissertation im Fachgebiet Familienrecht als erste Frau die Goldmedaille der Universität, die einzige, die in diesem Jahrgang verliehen wurde.
Karen Johnsen war auch engagiert in der Frauenbewegung. Von 1939 bis 1949 war sie im Vorstand des Danske Kvinders Nationalråd (etwa: Nationalversammlung der dänischen Frauen) und von 1938 bis 1948 im Vorstand der Kvindelige Akademikere (etwa: Weibliche Akademiker). 1952 war sie Dänemarks Delegierte bei der UNESCO-Konferenz in Paris. 1953 vertrat sie den Danske Kvinders Nationalråd bei der UNO-Generalversammlung.
Mit ihrer Pensionierung 1966 verabschiedete sie sich aus der Juristerei. Gemeinsam mit Zenia Kühn (1898 – 1985), die sie seit ihrer Kindheit kannte, widmete sie sich dem Reisen und der Kultur. Karen Johnsen starb in Virum am 17. November 1980.

## Auszeichnungen
1951 wurde ihr als einer der ersten Frauen der Dannebrogorden, ein dänischer Verdienstorden, verliehen. 1954 wurde sie Ritter 1. Klasse, 1966 Kommandeur.